# Yuri Balashov
Yuri Balashov (12 de março de 1949) é um jogador de xadrez da Rússia com participação nas Olimpíadas de xadrez. Balashov participou da edição de La Valleta (1980) conquistando a medalhada de ouro individual (tabuleiro reserva) e por equipes ainda pela União Soviética. Em torneios interzonais, participou de Manila (1976), Rio de Janeiro (1979), Toluca (1982) e Taxco (1985) sendo a melhor colocação o sétimo lugar em 1982.